# Protostrongylinae
Die Protostrongylinae sind eine Unterfamilie der Fadenwürmer mit 81 Arten. Nach älterer Systematik waren sie noch als Familie (Protostrongylidae) eingestuft. Im Taxon finden sich tiermedizinisch bedeutsame Parasiten der Lunge, der Muskulatur und des Nervensystems bei Wiederkäuern und Hasenartigen.

## Merkmale
Protostrongylinae haben eine kleine Mundkapsel und die Mundöffnung ist ohne Lippen. Die Bursa copulatrix hat große Seitenlappen und einen deutlichen rückenseitigen Lappen. Die männlichen Begattungsorgane sind hochentwickelt, insbesondere Telamon und Gubernaculum. Die Vulva der Weibchen liegt am Hinterende. Protostrongylinae sind ovipar.
Die Vertreter haben einen indirekten Lebenszyklus mit Landschnecken als Zwischenwirt. Die Erstlarve hat oft einen rückenseitigen Dorn am Schwanzende.

## Systematik
Die Unterfamilie wird in eine Tribus (Protostrongylini) mit nur einer Subtribus (Protostrongylinii) und 15 Gattungen gegliedert:
- Cystocaulus Schulz, Orlov & Kutass, 1933
- Dukerostrongylus Dinnik & Boev, 1982
- Elaphostrongylus Cameron, 1931
- Imparispiculus Luo, Jianzhong, Duo, Jiecaidan & Chen-Gan, 1988
- Muellerius Cameron, 1927
- Neostrongylus Gebauer, 1932
- Orthostrongylus Dougherty & Goble, 1946
- Parelaphostrongylus Boev & Schulz, 1950
- Pneumostrongylus Moennig, 1932
- Protostrongylus Kamensky, 1905
- Skrjabinocaulus Boev & Sulimov, 1963
- Spiculocaulus Schulz, Orlov & Kutass, 1933
- Umingmakstrongylus Hoberg, Polley, Gunn & Nishi, 1995
- Varestrongylus Bhalerao, 1932